# Sant'Urso
Urso, in latino Ursus (... – Soletta, 30 settembre 286), è stato un militare romano della legione tebea, martirizzato sotto Massimiano. Considerato santo dalla Chiesa cattolica, è venerato a Soletta, in Svizzera.

## Agiografia
La vicenda di Urso è stata trasmessa nel V secolo da sant'Eucherio di Lione, il quale perpetuò la vicenda della legione tebea: secondo quest'agiografia Urso e Vittore sarebbero stati i soli due soldati ufficialmente scampati al sanguinoso eccidio della legione sotto l'imperatore Massimiano. 
Successivamente Urso e Vittore sarebbero stati catturati ad opera del governatore Hyrtacus , torturati e infine decapitati e gettati nel fiume Aar. Le reliquie di Vittore furono traslate a Ginevra, Soletta continuò invece a custodire gelosamente i resti di sant'Urso, in una chiesa a lui dedicata.

## Culto

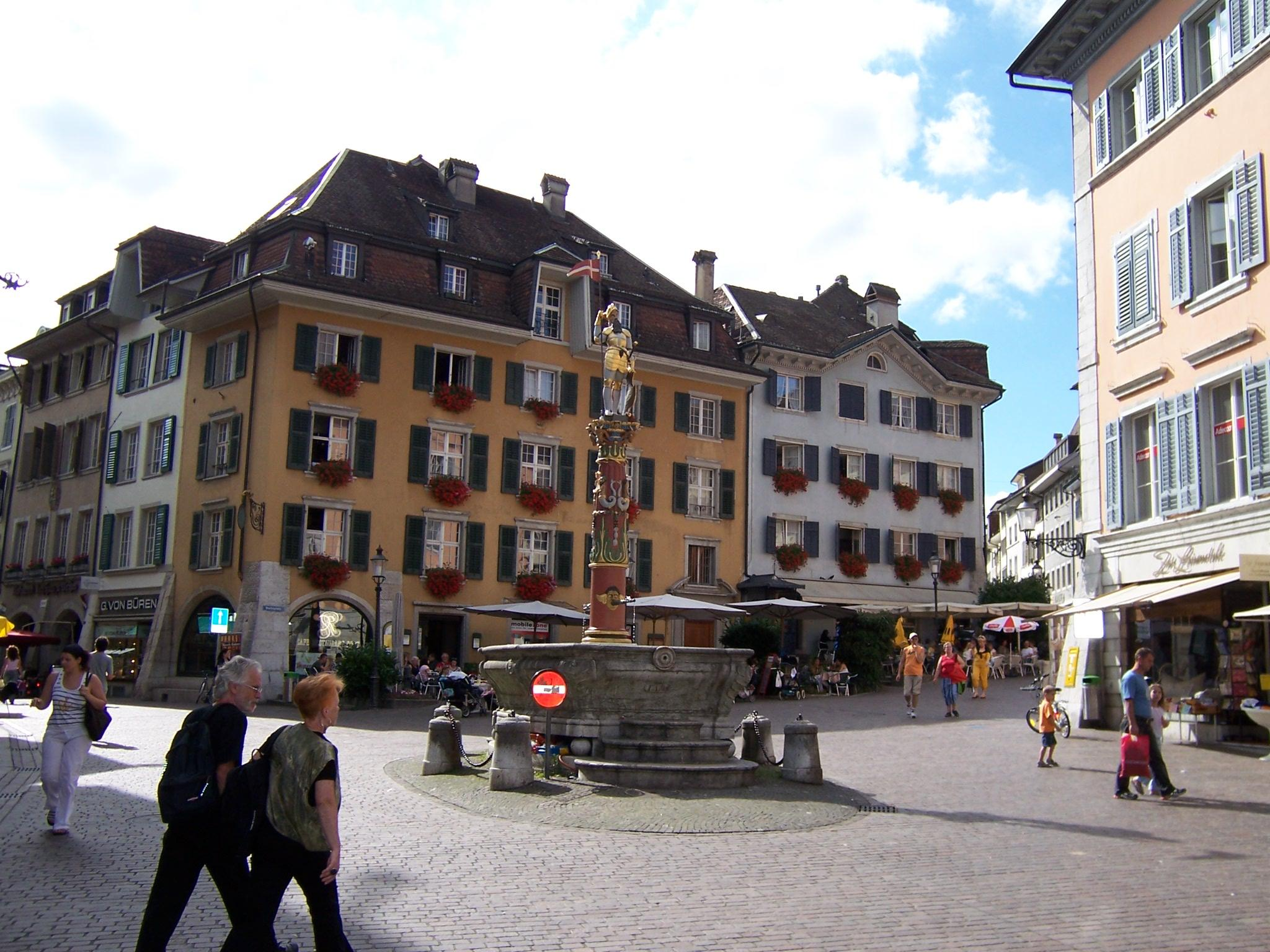
Fontana con la statua di Sant'Urso. Soletta (Svizzera).

La Chiesa cattolica lo ricorda il giorno 30 settembre insieme a san Vittore: dal Martirologio Romano: "A Soletta nell'odierna Svizzera, santi Orso e Vittore, martiri, che si dice appartenessero alla Legione Tebea".
La prima chiesa dedicata a sant'Orso a Soletta è stata probabilmente costruita alla fine del V secolo. 
Le sue reliquie sono conservate nella chiesa di Sant'Urso; a Soletta c'è una fontana in cui viene raffigurato sant'Urso come un soldato.
In quanto membri della legione tebea, sono venerati anche dalla Chiesa copta.